# Thunderbird (Powerland)
Thunderbird in PowerPark (Kauhava, Südösterbotten, Finnland) ist eine Holzachterbahn des Herstellers Great Coasters International, die am 29. April 2006 eröffnet wurde. Sie ist neben Vuoristorata in Linnanmäki eine von nur zwei Holzachterbahnen in Finnland.
Die 826,9 m lange Strecke, deren Streckenverlauf zur Kategorie der Twister Coaster zählt, erreicht eine Höhe von 25 m und verfügt über einen 24,4 m hohen First Drop.
Rund zwei Jahre später eröffnete in Six Flags St. Louis mit American Thunder eine baugleiche Anlage.

## Züge
Thunderbird besitzt zwei Züge vom Typ Millennium Flyer mit jeweils zwölf Wagen. In jedem Wagen können zwei Personen (eine Reihe) Platz nehmen, somit bietet jeder Zug Platz für 24 Personen.